# Miriam Barnes
Miriam Barnes, född den 14 november 1983, är en amerikansk friidrottare som tävlar i kortdistanslöpning.
Barnes första internationella mästerskapsstart var inomhus-VM 2008 i Valencia där hon ingick i stafettlaget över 4 x 400 meter som slutade på en bronsplats efter Ryssland och Vitryssland.